# Fantoma

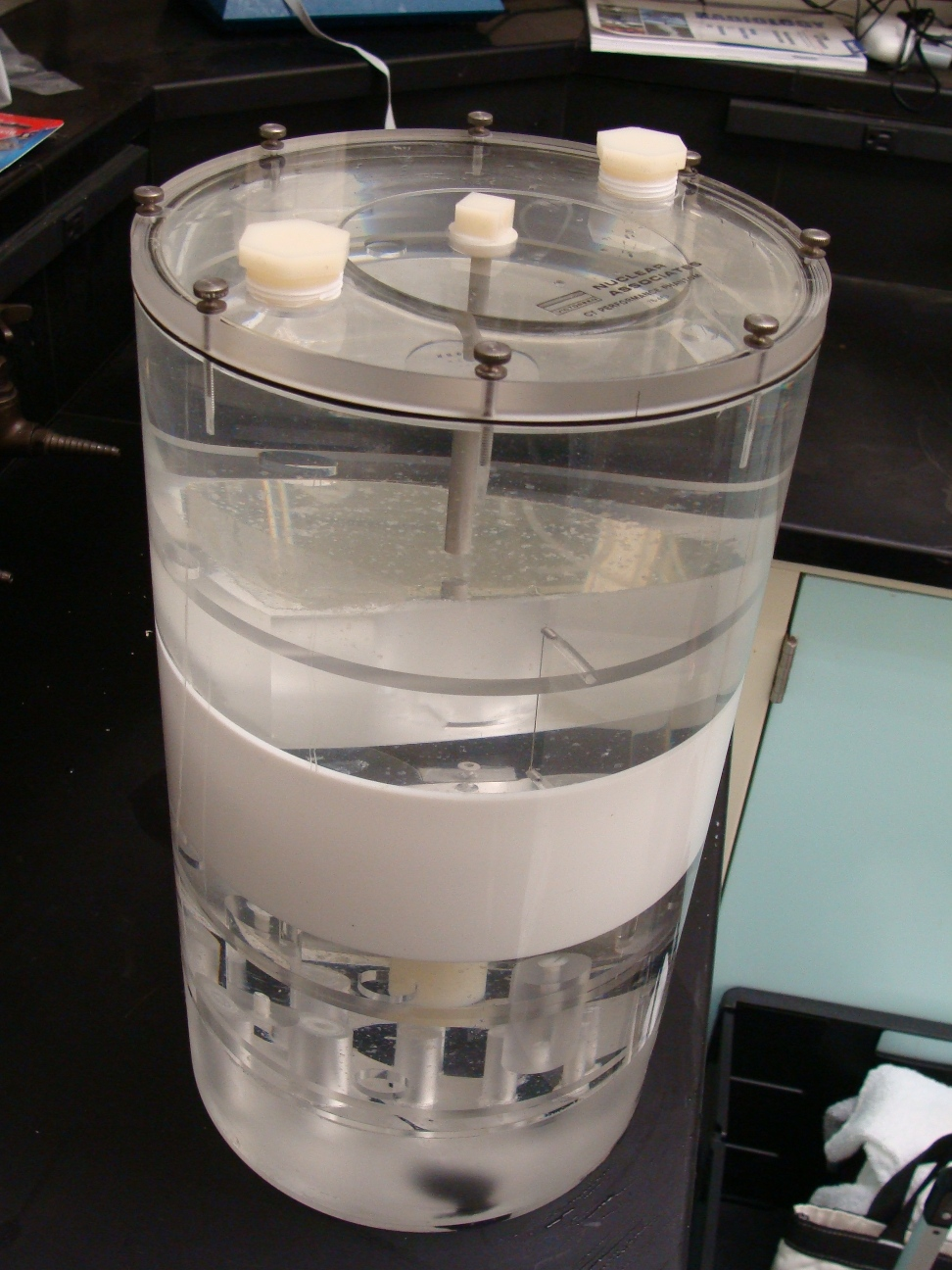
Um fantasma de imagem para determinar o desempenho da TC

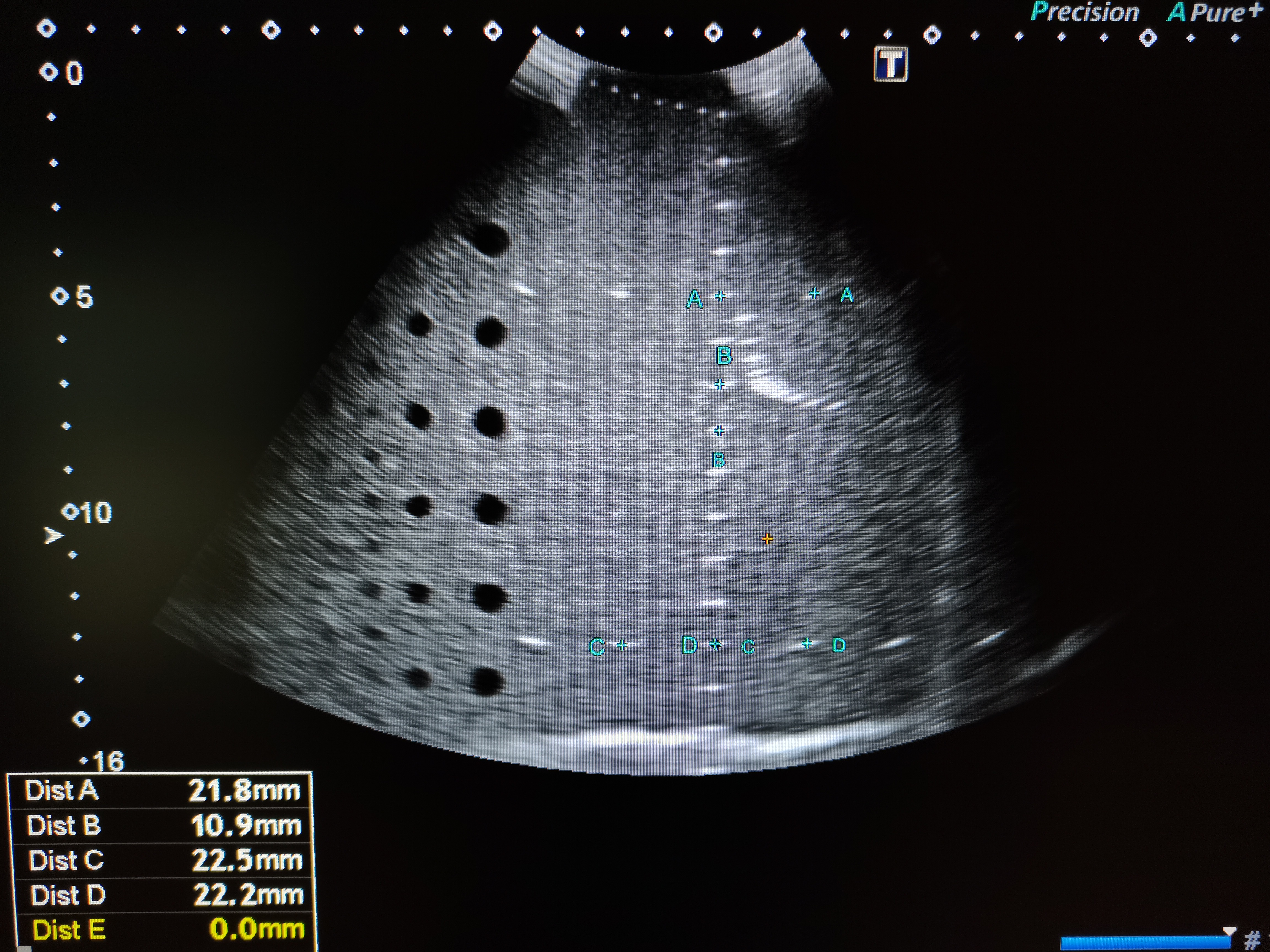
Fantasma de imagem visto em uma máquina de ultrassom médica.

Um fantoma de imagem é um objeto físico usado para controle de qualidade e calibração em técnicas de imagem médica, como raios-X, tomografias computadorizadas e ressonância magnética. 
Os fantomas  são projetados para simular o corpo e os órgãos humanos e ajudam a garantir que o equipamento de imagem médica esteja funcionando corretamente, produzindo imagens precisas e consistentes.

## Alguns exemplos de imagens fantomas incluem:
Fantomas de radiologia e mamografia, usados para verificar a precisão e a consistência das imagens de raios-X.
Fantomas de Tomografia Computadorizada (TC), que são usados para verificar a precisão e a consistência das varreduras de TC.
Fantomas de ressonância magnética, que são usados para verificar a precisão e a consistência das imagens de ressonância magnética.
Fantomas de ultrassom são usados no controle de qualidade e calibração de sistemas de imagem de ultrassom. Esses fantomas simulam a anatomia e as propriedades acústicas do tecido humano, permitindo que os profissionais de saúde e técnicos de equipamentos verifiquem se o sistema de ultrassom está produzindo imagens precisas e consistentes. Os phantoms também ajudam a avaliar o desempenho do equipamento, como a precisão das medidas Doppler, resolução e exibição em escala de cinza.
Fantomas de radioterapia, por outro lado, são usados para simular o corpo humano e seus órgãos para fins de planejamento de radioterapia e controle de qualidade. Esses fantomas são feitos de materiais que imitam as propriedades de absorção e dispersão de radiação do tecido humano e podem ser usados para verificar a precisão e a consistência de equipamentos de radioterapia, como aceleradores lineares e simuladores de TC. Os fantomas ajudam a garantir que o equipamento de radioterapia esteja fornecendo a dose correta de radiação no local correto e também ajudam a avaliar o desempenho do equipamento e a precisão do software de planejamento do tratamento.

## Projeto
O processo de fabricação de um fantasma de imagem normalmente envolve várias etapas:
Design: O primeiro passo para fazer um fantasma é projetar o objeto com base no uso pretendido. O projeto deve levar em conta as características físicas do corpo humano e dos órgãos que o fantasma simulará, como tamanho, forma e densidade.
Seleção de materiais: O próximo passo é selecionar os materiais que serão usados para fazer o fantoma. Os materiais devem ter propriedades físicas que correspondam tanto quanto possível às do tecido humano, como impedância acústica, densidade e atenuação de radiação. Materiais comuns usados na fabricação de fantomas incluem borracha de silicone, polietileno e outros materiais sintéticos.
Fabricação: Uma vez selecionados os materiais, o fantasma é fabricado usando vários métodos, como moldagem, fundição e usinagem. O fantoma também pode ser montado usando vários componentes.
Controle de qualidade: antes de o phantom ser colocado em uso, ele passa por testes de controle de qualidade para garantir que atenda às especificações e requisitos para o uso pretendido. Isso pode incluir medições de tamanho, forma, densidade e outras propriedades físicas, bem como testes de desempenho com equipamentos de imagem.
O processo exato de fabricação de um fantoma dependerá do projeto específico e do uso pretendido, bem como dos materiais e métodos de fabricação utilizados. No entanto, o objetivo geral é criar um objeto físico que simule com precisão o corpo humano e seus órgãos para fins de controle de qualidade e calibração em imagens e terapias médicas.  

## Legislações
Existem leis e regulamentos relativos ao uso e fabricação de fantomas. Por exemplo, nos Estados Unidos, a Food and Drug Administration (FDA) supervisiona a regulamentação de dispositivos médicos, incluindo fantomas de imagem. A FDA estabelece padrões de desempenho e requisitos para a fabricação, rotulagem e distribuição de dispositivos médicos, incluindo fantomas. Além disso, organizações internacionais como a Comissão Eletrotécnica Internacional (IEC) e a Organização Internacional de Padronização (ISO) fornecem padrões e diretrizes para o projeto, fabricação e teste de fantomas. 
No Brasil, a Agência Nacional de Vigilância Sanitária (Anvisa) é a agência reguladora nacional responsável por fiscalizar a segurança e eficácia de dispositivos médicos, incluindo fantomas de imagem. De acordo com os regulamentos da Anvisa, os dispositivos médicos devem ser registrados antes que possam ser comercializados ou utilizados no Brasil.
Isso inclui fantomas de imagem, que devem ser registrados na Anvisa antes de poderem ser fabricados, importados, distribuídos ou vendidos no Brasil. 
O processo de registro normalmente envolve o envio de documentação, como especificações técnicas, resultados de testes e informações de rotulagem à Anvisa para análise e aprovação. A NOTA TÉCNICA N° 04/2011/GQUIP/GGTPS/ANVISA  esclarece sobre o enquadramento sanitário para registro de fantomas, simuladores e demais dispositivos utilizados no processo de controle de qualidade ou calibração de produtos de diagnóstico por imagem. A NOTA TÉCNICA N° 03/2012/GQUIP/GGTPS/ANVISA  também afirma a necessidade de registro de fantomas. 

## Fabricantes brasileiros
Além da exigência de registro, os fantomas de imagem também devem atender a outras regulamentações da Anvisa, como normas de qualidade e segurança, requisitos de rotulagem e vigilância pós-comercialização. Ao garantir que os fantomas de imagens sejam registrados e cumpram as normas da Anvisa, a agência ajuda a garantir a segurança e a eficácia dos dispositivos médicos utilizados no Brasil, incluindo os fantomas de imagens  . 
Abaixo a lista de empresas fornecedoras de fantomas de imagem no Brasil:
| Empresa                | Fantomas                | ANVISA     | Site                                         |
| ---------------------- | ----------------------- | ---------- | -------------------------------------------- |
| RT Medical Systems     | Radiologia Radioterapia | 8.19.324-1 | http://rtmedical.com.br/                     |
| Varian Medical Systems | Radioterapia            | 1.04.054-1 | http://varian.com                            |
| Brainlab               | Radioterapia            | 8.00.420-7 | http://brainlab.com                          |
| ECKERT & ZIEGLER       | Medicina Nuclear        | 8.00.125-9 | https://ezagbrasil.com.br/                   |
| Fujifilm               | Radiologia              | 8.00.220-6 | https://healthcaresolutions-us.fujifilm.com/ |
| Konex                  | Radiologia              | 1.03.584-6 | https://www.konex.com.br/                    |